# Fort Minor
Fort Minor bio je Američki hip hop solo projekt kojeg je osnovao Mike Shinoda, 2005. godine koji je još poznat po tome što je član jednog od najvećih bendova Američke rock scene, Linkin Park. Album prvijenac solo projekta, pod nazivom The Rising Tied, izdan je 22. studenog, 2005. godine, uz kojega su došli i singlovi Petrified / Remember the Name, Believe Me, Where'd You Go.

## Povijest

### Početak solo projekta
Odmah nakon što je bila gotova turneja za album Meteora i  nakon što je Linkin Park izdao album Collision Course (u kolaboraciji s hip hop pjevačem Jay-Z-jem), Mike Shinoda je izjavio da će se članovi benda baviti solo projektima prije nego Linkin Park objavi svoj sljedeći album. Nedvojbena je činjenica da je Mike Shinoda radio na pjesmama „sa strane“ još prije nego što je Linkin Park postao svjetski poznati bend te je u veljači 2005. godine najavio da radi na solo albumu. Nedugo nakon što je Collision Course bio izdan, Mike Shinoda je odlučio da će i dalje surađivati s Jay-Z-jem te je u travnju 2005. godine, izjavio da će Jay-Z biti izvršni producent solo projekta na kojem radi. U tom periodu postojala je bojazan od strane fanova Linkin Parka koji su mislili (izjavili) da je solo projekt na kojem Mike Shinoda radi kraj samog benda Linkin Parka. Međutim, na službenom forumu Fort Minor-a, isti je demantirao, rekavši „Fort Minor nije nikakav indikator da se Linkin Park raspada, s bendom je sve u redu. U posljednje vrijeme pričamo o novim pjesmama i albumu“.
Mike Shinoda je uključio mnoge druge izvođače u svoj solo projekt; neki od njih su bili Styles of Beyond, Common, Black Thought, Kenna, Holly Brook i mnogi drugi. Također je bilo u planu da i Kanye West bude uključen u projekt, ali to se nije dogodilo. Prije nego što je album bio izdan, najavljen je prvi singl koji će biti izdan pod nazivom Remember the Name koji se u kolovozu 2005. godine našao dostupan na internetu.

### We Major
We Major je mixtape koji je Fort Minor izdao 30. listopada, 2005. godine nešto prije nego što je sam album solo projekta ugledao sunce dana. Mike Shinoda je surađujući s DJ Green Lantern-om izdao mixtape u svrhu da bi promovirao album te kako bi fanovima ukazao što ih čeka u samom izdanju albuma. Neke od pjesama samom mixtape su bile razmatrane da se ubace u sam album koji će tek biti izdan, 22. strudenog 2005. godine.
Sam mixtape uključuje izođaće poput Demigodz, Celph Titled i Apathy, kao i ostatak izvođača koji su zajedno s Mike Shinodom radili na albumu The Rising Tied. Mixtape je bio izdan u digitalnom izdanju i na CD-u. Međutim, kako se više CD ne može naći u prodaji, digitalno izdanje se još uvijek može naći na stranicama Celph Titled Bandcamp-a i to u specijalnom izdanju koje uključuje pjesmu Where'd You Go koju su remiksali Styles of Beyond.

### The Rising Tied
Dana 22. studenog 2005. godine, izdan je sam album čije su pjesme u finalnom izdanju sadržavale goste poput Holly Brook, Kenna, John Legend, Styles of Beyond, Joe Hahn, Common, Celph Titled, Jonah Matranga, Eric Bobo i Black Thought. Turneju za sam album Mike Shinoda je još počeo u kolovozu 2005. godine, koja se nastavila sve do svibnja 2006. godine. Prvi video koji je snimljen za album je bio za pjesmu Petrified nakon čega je uslijedio i video za pjesmu Remember the Name. Album sadrži sveukupno 3 singla koja su izdana, a to su slijedom: Petrified / Remember the Name, Believe Me, Where'd You Go. Zadnji singl pod nazivom Where'd You Go, plasirao se na 4. mjesto Billboard-ove HOT 100 ljestvice. Samim time što je singl imao veliki uspjeh, Mike Shinoda  je za vrijeme turneje Linkin Parka u kolovozu 2006. godine na Summer Sonicu Japanu, odradio dva koncerta u jednom danu, jedan za Linkin Park, jedan za Fort Minor. Nakon odrađene turneje, Mike Shinoda se vratio s bendom Linkin Park u studio, gdje su radili na svom sljedećem albumu. Fort Minor je od tada bio u velikoj pauzi.

### Welcome
Dok je Linkin Park radio na pjesmama za svoj novi album, Mike Shinoda je prezentirao svoju ideju bendu. Ta ideja je bila velika želja da sam napiše i snimi pjesmu koja je nevezana za novi album, ali koju će otpjevati na sljedećoj Linkin Park turneji. U lipnju 2015. godine, Mike Shinoda je izdao pjesmu pod nazivom Welcome, koju je otpjevao na Conan-novom showu, te je također odradio pet cijelih Fort Minor nastupa u Los Angelesu i Europi.

## Budućnost

### Budućnost Fort Minora
Nakon što je član benda Linkin Parka, Chester Bennington počinio suicid 20. srpnja, 2017. godine, Mike Shinoda je snimio album Post Traumatic, te samim time nastupa po svijetu i u sklopu Post Traumatic turneje. Na listi pjesama, osim pjesama novo-izdanog solo albuma, nalaze se pjesme prethodnih albuma Linkin Parka, kao i Fort Minora.
Mike Shinoda nije otkrivao nikakve detalje niti informacije vezane za budućnost Fort Minora. trenutno se on i bend još uvijek oporavljaju od gubitka njihovog nezaboravnog člana benda Chestera Benningtona.

## Diskografija

### Studijski albumi
| Godina | Naziv                                                                                            |
| ------ | ------------------------------------------------------------------------------------------------ |
| 2005   | The Rising Tied Datum: 22. studenog 2005. godine Izdavač: Machine Shop Recordings / Warner Bros. |

### Mixtapeovi
| Godina | Naziv                                                                                   |
| ------ | --------------------------------------------------------------------------------------- |
| 2005   | Fort Minor: Sampler Mixtape Datum: 2005. godine Izdavač: Machine Shop Recordings        |
| 2005   | Fort Minor: We Major Datum: 30. listopada 2005. godine Izdavač: Machine Shop Recordings |

### EP Albumi
| Godina | Naziv                                                                                   |
| ------ | --------------------------------------------------------------------------------------- |
| 2006   | Sessions @ AOL Datum: 18. srpnja 2006. godine Izdavač: Machine Shop Recordings          |
| 2006   | Fort Minor Militia EP Datum: 22. studenog 2006. godine Izdavač: Machine Shop Recordings |

### Singlovi
| Godina | Naziv |
| ------ | --- |
| 2005   | Petrified / Remember the Name Datum: 04. listopada 2005. godine Izdavač: Machine Shop Recordings / Warner Bros. |
| 2005   | Believe Me Datum: 15. studenog 2005. godine Izdavač: Machine Shop Recordings / Warner Bros.                     |
| 2006   | Where'd You Go Datum: 14. travnja 2006. godine Izdavač: Machine Shop Recordings / Warner Bros.                  |
| 2015   | Welcome Datum: 21. lipnja 2015. godine Izdavač: Machine Shop Recordings / Warner Bros.                          |

## Fort Minor Militia

### Članski klub Fort Minora
Za samo 15$ fanovi su se mogli učlaniti i dobiti članski paket pod nazivom "Fort Minor Militia". Fort Minor je bio nešto slično kao što je Linkin Park ima LP Undergound.
Paket je sadržavao sljedeće:
- Pristup sadržaju koji su imali samo članovi Fort Minor Militia
- DVD s video spotovima Fort Minor-a
- Fort Minor naljepnice
- Fort Minor flomaster
- Pismo od Mike Shinode
- Priliku da upoznaju Fort Minor u budućim Meet & Greet susretima
- Karte za koncerte prije nego krenu u redovnu prodaju

DVD je sadržavao sve video spotove koje je Fort Minor snimio kao i dokumentarni film za jedno od videa koji je snimljen za Fort Minor. Točnija lista sadržaja DVD-a je sljedeća: 
- The Making of Petrified
- Petrified video
- Remember the Name video
- Believe Me video

Pjesme koje su članovi Fort Minor Milita-je na mjesečnoj bazi mogli preuzeti su se počele objavljivati od samog početka, kada je album izdan, počevši od studenog 2005. godine, pa sve do lipnja 2006. godine. Lista pjesama je sljedeća
| Datum                 | Naziv                                                                       | Dužina Trajanja |
| --------------------- | --------------------------------------------------------------------------- | --------------- |
| Studeni 2005. godine  | "Do What We Did" (Demo) (feat. Styles of Beyond)                            | 03:36           |
| Prosinac 2005. godine | "Kenji" (Interview Version)                                                 | 02:24           |
| Siječanj 2006. godine | "Tools of the Trade" (Demo) (feat. Styles of Beyond & Celph Titled)         | 03:24           |
| Veljača 2006. godine  | "Where'd You Joe?" ("Where'd You Go" Remix by Mr. Hahn) (feat. Holly Brook) | 03:32           |
| Ožujak 2006. godine   | "Strange Things"                                                            | 03:10           |
| Travanj 2006. godine  | "Believe Me" (Club Remix)                                                   | 03:35           |
| Svibanj 2006. godine  | "Start It All Up" (Demo)                                                    | 02:52           |
| Lipanj 2006. godine   | "Move On" (Demo) (feat. Mr. Hahn)                                           | 01:56           |

## Vanjske poveznice
- Službena stranica